# Цветелина Янева
Цветелина Георгиева Янева е българска попфолк и фолклорна певица.

## Биография

### Ранни години
Цветелина Янева е родена на 5 октомври 1989 година в Пловдив в семейството на известните изпълнители на сватбарска музика – цигуларя Георги Янев и певицата Пепа Янева.

### Музикална кариера

#### 2008 – 10: Началото: „На първо място“
На 3 септември излиза видеоклип към песента „Като вирус“. През есента певицата представя песента „Искаш война“.
На 8 февруари 2010 г. излиза видеоклип към хита „Момиче за всичко“. През пролетта излиза видеоклип към баладата „Всичко“. В интернет изтича новата песен на певицата, озаглавена „Празна стая“, а видеоклипът излиза на 20 май. На 9 юни в град София, музикална компания „Пайнер“ отпразнува 20 години от създаването си, а Цветелина Янева изпява песента „Момиче за всичко“. Певицата се изявява на Турне „Планета Дерби“ 2010 за първи път. В разгара на лятото в интернет изтича новата песн на певицата, озаглавена „За контакти“, а видеоклипът се появява на 11 юли. В мрежата изтича друга песен на певицата, която е дует с Ionut Cercel, „Влез“, а видеоклипът към нея излиза на 24 септември. На 5 октомври певицата представя дебютния си албум, озаглавен „На първо място“, в Sin City.

#### 2010 – 13: Връх: Фолклорен албум „Дъщеря на песента“ и попфолк албум „Мога пак“
На Бъдни вечер излиза видеоклип към баладата „Давай, разплачи ме“.
На 24 януари 2011 г. излиза видеоклип, към първата дуетна песен на певицата заедно с Мария, която носи заглавие „Какво правим сега“. През пролетта излиза видеоклип, към песента „Притеснявай ме“. В клипът участие взе и моделът Марян Кюрпанов. През лятото излиза видеоклип към песента „По страшно“. През есента Цветелина Янева и Rida Al Abdullah представят видеоклип на дуетно парче „Брой ме“. На Коледа излиза новата песен на певицата „Никога и никъде“, а видеоклипът се появява в началото на следващата година.
На 19 февруари 2012 г. излиза видеоклип към песента „Мога пак“. На 19 май излиза първият фолклорен албум на Цветелина Янева, който носи заглавие „Дъщеря на песента“. В края на месец май излиза видеоклип към песента „Две черти“. Новият клип на Цветелина Янева към песента „Бонбони“ излиза на 14 юли. През есента е пуснат видеоклип към песента „С какъвто се хванах“. Вторият самостоятелен албум на Цветелина Янева излезе на Никулден. Проектът е озаглавен „Мога пак“ и включва CD с нови песни и DVD с познатите 8 видеоклипа. На 11-ите годишни награди на ТВ „Планета“ певицата печели две награди: Фолклорен албум на 2012 – „Дъщеря на песента“ и Албум на 2012 – „Мога пак“.
На 1 януари 2013 г. излиза видеоклип към баладата „Още ли“. Певицата представя песента „Ще се гордееш“ с ТВ версия. На 9 април излиза видеоклип към песента „Счупени неща“. На 4 юни излиза ТВ версия към песента „В твоя стил“.

### 2013 – 24: Настояще
В разгара на лятото излиза видеоклип към песента „За господина“. На 6 октомври излиза видеоклип към баладата „Без думи“. През есента певицата и Константин представят първото си дуетно парче, озаглавено „До безумие“. В края на годината певицата представя песента „Без да ми се дърпаш“ с ТВ версия. На 12-ите годишни музикални награди на ТВ „Планета“ Цветелина Янева печели две награди: „Стил и оригиналност“ и Балада на 2013 „Без думи“.
През 2014 г. певицата представя най-новата си песен на 12-ите годишни музикални награди на ТВ „Планета“ – „Алергична“, а видеоклипът излиза на другия ден. На 19 юни излиза видеоклип към песента „Дяволски вярно“ на Карлос, в която участие взима Янева. Тя се изявява на турне „Планета Лято 2014“ за втори път. През лятото певицата представя видеоклип към песента „Още колко нощи“. На 1 октомври излиза видеоклип към баладата „Страх ме е“, в която участва Фики. В края на ноември излиза видеоклип към последната песен на певицата за годината „Чакам теб“.
През 2015 г. първата песен, която представя певицата, е „Кажи ми, ало“. На 11 юни, по случай 25 години Пайнер, Янева заедно с Анелия, Галена, Деси Слава, Емилия и Преслава представят нов вариант на добруджанската песен „Лале ли си, зюмбюл ли си“, а месец по-късно се появява и клипът. Концертът се проведе в Стара Загора пред Летния театър. През лятото певицата и 100 Кила представят видеоклип към първата си дуетна песен „4 червени луни“. През есента Цветелина Янева и Ищар представят видеоклип към първото си дуетно парче „Музика в мен“. На 18 декември излиза видеоклип към песента „Видимо изневерил“. По време на коледните и новогодишните празници заедно с Галена и Галин представя съвместна празнична песен – „Коледа“.
В края на месец май 2016 г. излиза видеото „Пей сърце“, с участието на Галена и Азис. На 31 май, по случай концерта, с който оркестър „Орфей“ официално отпразнува 35-ата си годишнина, Цветелина Янева е гост изпълнител с изпълнение на „Ой, Киче, Киче“, „Камбанен звън“, „Първом, първом“ и „Ша ида, мамо, ша ида“. На 10 юни излиза песента на Лазар Кисьов – „Ще ме помниш“, а на 22 август песента на Борис Дали със заглавие „Ламята“, в които участие взема Цветелина Янева. На 10 октомври излиза видео на Цветелина Янева е към песента „Да те бях зарязала“, в която участва и Галин. В края на годината излиза видео на Тони Стораро към песента „Без теб, любов“, в която участва и Цветелина Янева.
В началото на 2017 г. Цветелина Янева промотира новия си проект, озаглавен „Убий ме“.
През 2021 г. издава песента „Филм за нас“ в дует с Меди на 26 декември. През 2022 г. взима участие в песента на Джордан „Красив герой“, която става популярна в „ТикТок“ и стига до второ място във вътрешната класация на издателя „Пайнер“ за търсения в интернет. През годината тя издава и една самостоятелна песен – „Черните очи“ на 7 септември.

## Дискография

### Студийни албуми

#### Албуми с орк. „Орфей“
- Стил и наслада (2006)[84]
- Стил и наслада 2 (2009)[85]

#### Самостоятелни албуми
- На първо място (2010)[86]
- Дъщеря на песента (2012)[87]
- Мога пак (2012)[88]

## Видео албуми
- На първо място (2010)
- Мога пак (2012)[89]
- Дъщеря на песента (2012)

## Награди
Годишни награди на ТВ „Планета“
| Година | Получател                    | Награда                                  |
| ------ | ---------------------------- | ---------------------------------------- |
| 2008   | Цветелина Янева              | Дебют на годината                        |
| 2009   | „Три минути“                 | Баладичен хит на годината                |
| 2010   | Цветелина Янева              | Най-прогресиращ изпълнител               |
| 2010   | „Влез“                       | Видеоклип на годината                    |
| 2011   | „Брой ме“                    | Видеоклип на годината                    |
| 2012   | „Мога пак“                   | Албум на годината                        |
| 2012   | „Дъщеря на песента“          | Фолклорен албум на годината              |
| 2013   | Цветелина Янева              | Специална награда за стил и оригиналност |
| 2013   | „Без думи“                   | Баладичен хит на годината                |
| 2015   | Цветелина Янева и орк. Орфей | Фолклорна формация на годината           |
| 2015   | „4 червени луни“             | Видеоклип на годината                    |

Други награди
| Година | Получател        | Награда                                                                |
| ------ | ---------------- | ---------------------------------------------------------------------- |
| 2008   | Цветелина Янева  | Откритие на годината [Годишни награди на сп. „Нов фолк“]               |
| 2009   | Цветелина Янева  | III Награда на журито за изпълнител [Музикален фестивал „Пирин фолк“]  |
| 2009   | Цветелина Янева  | II Награда на телевизионните зрители [Музикален фестивал „Пирин фолк“] |
| 2009   | Цветелина Янева  | Вокално майсторство [Годишни награди на сп. „Нов фолк“]                |
| 2010   | „Влез“           | Хит на годината [signal.bg]                                            |
| 2010   | „Влез“           | Видеоклип на годината [Годишни награди на „Нов фолк“]                  |
| 2010   | Цветелина Янева  | Най-проспериращ млад изпълнител [Годишни награди на „Нов фолк“]        |
| 2010   | „На първо място“ | Дебютен албум на годината [Годишни награди на „Нов фолк“]              |
| 2010   | Цветелина Янева  | Най-прогресиращ изпълнител [Награди на радио „Романтика“]              |
| 2011   | „Брой ме“        | Видеоклип на годината [Годишни награди на „Нов фолк“]                  |
| 2011   | Цветелина Янева  | Най-проспериращ млад изпълнител [Годишни награди на „Нов фолк“]        |
| 2015   | „4 червени луни“ | Най-добър клип [Live Music Awards]                                     |
| 2016   | „Пей, сърце“     | Хит на Лято [Signal.bg]                                                |
| 2018   | „Маракеш“        | Видеоклип на годината [Награди на FolkPlus]                            |

## Турнета и самостоятелни концерти
Самостоятелни концерти
- Цветелина Янева – Live – „На първо място“ (2010)
- Цветелина Янева – Live - „Мога пак“ (2012)[93]

Концерти зад граница: Унгария, Испания, Белгия, Кипър, Италия, Гърция, Турция, Северна Македония